# Рибмон (кантон)
Рибмон (фр. Ribemont) — кантон во Франции, находится в регионе О-де-Франс, департамент Эна. Входит в состав округа Сен-Кантен.

## История
До 2015 года в состав кантона входили коммуны Вилле-ле-Сек, Ла-Ферте-Шеврези, Мон-д’Ориньи, Нёвилетт, Ориньи-Сент-Бенуат, Парпевиль, Плен-Сельв, Ренансар, Реньи, Рибмон, Сери-ле-Мезьер, Сисси, Сюрфонтен, Тенель и Шеврези-Монсо.
В результате реформы 2015 года состав кантона был изменен. В него вошли упраздненные кантоны Мои-де-л’Эн и Сен-Симон.

## Состав кантона с 22 марта 2015 года
В состав кантона входят коммуны (население по данным Национального института статистики за 2018 г.):
- Аленкур — население 540 чел.
- Аннуа — население 363 чел.
- Аппанкур — население 132 чел.
- Артан — население 369 чел.
- Бене — население 200 чел.
- Бертеникур — население 196 чел.
- Бре-Сен-Кристоф — население 66 чел.
- Бриссе-Шуаньи — население 303 чел.
- Брисси-Амежикур — население 653 чел.
- Вандёй — население 944 чел.
- Вилле-ле-Сек — население 260 чел.
- Вилле-Сен-Кристоф — население 432 чел.
- Даллон — население 435 чел.
- Дюри — население 214 чел.
- Жиберкур — население 41 чел.
- Жюсси — население 1 254 чел.
- Инакур — население 25 чел.
- Итанкур — население 1 028 чел.
- Кластр — население 618 чел.
- Кюньи — население 612 чел.
- Ла-Ферте-Шеврези — население 526 чел.
- Ли-Фонтен — население 119 чел.
- Мезьер-сюр-Уаз — население 514 чел.
- Мои-де-л’Эн — население 981 чел.
- Мон-д’Ориньи — население 830 чел.
- Монткур-Лизроль — население 1 632 чел.
- Нёвилетт — население 186 чел.
- Обиньи-о-Кен — население 254 чел.
- Ользи — население 180 чел.
- Ориньи-Сент-Бенуат — население 1 683 чел.
- Парпевиль — население 190 чел.
- Питон — население 84 чел.
- Плен-Сельв — население 182 чел.
- Реминьи — население 346 чел.
- Ренансар — население 159 чел.
- Реньи — население 201 чел.
- Рибмон — население 1 959 чел.
- Сен-Симон — население 639 чел.
- Сери-ле-Мезьер — население 583 чел.
- Серизи — население 65 чел.
- Серокур-ле-Гран — население 756 чел.
- Сисси — население 477 чел.
- Сомет-Окур — население 187 чел.
- Сюрфонтен — население 104 чел.
- Тенель — население 542 чел.
- Тюньи-э-Пон — население 278 чел.
- Флави-ле-Мартель — население 1 678 чел.
- Фонтен-ле-Клер — население 241 чел.
- Шатийон-сюр-Уаз — население 126 чел.
- Шеврези-Монсо — население 354 чел.
- Эссиньи-ле-Гран — население 1 013 чел.
- Юрвилле — население 668 чел.

## Политика
На президентских выборах 2022 г. жители кантона отдали в 1-м туре Марин Ле Пен 42,6 % голосов против 21,0 % у Эмманюэля Макрона и 13,1 % у Жана-Люка Меланшона; во 2-м туре в кантоне победила Ле Пен, получившая 64,0 % голосов. (2017 год. 1 тур: Марин Ле Пен – 38,1 %, Франсуа Фийон и Эмманюэль Макрон – по 16,8 %, Жан-Люк Меланшон – 16,6 %; 2 тур: Ле Пен – 56,8 %. 2012 год. 1 тур: Марин Ле Пен — 28,0 %, Франсуа Олланд — 27,1 %, Николя Саркози — 23,8 %; 2 тур: Олланд — 52,3 %).
С 2021 года кантон в Совете департамента Эна представляют вице-мэр коммуны Итанкур Вероник Лебо (Véronique Lebeau) и мэр коммуны Монткур-Лизроль Стефан Линье (Stéphane Linier) (оба – Прочие).
|                | Кандидаты                          | Партия                   | Первый тур | Первый тур     | Второй тур | Второй тур |
| Кол-во голосов | Кандидаты                          | Партия                   | % голосов  | Кол-во голосов | % голосов  |            |
| -------------- | ---------------------------------- | ------------------------ | ---------- | -------------- | ---------- | ---------- |
|                | Вероник Лебо Стефан Линье          | Прочие                   | 2 549      | 33,46          | 5 056      | 100,00     |
|                | Венсан Кол Флоранс Боннар-Тревизан | Разные левые             | 2 838      | 37,25          | —          | —          |
|                | Клод Деген-Доусон Венсан Руссо     | Национальное объединение | 2 232      | 29,30          |            |            |

|                | Кандидаты                            | Партия             | Первый тур | Первый тур     | Второй тур | Второй тур |
| Кол-во голосов | Кандидаты                            | Партия             | % голосов  | Кол-во голосов | % голосов  |            |
| -------------- | ------------------------------------ | ------------------ | ---------- | -------------- | ---------- | ---------- |
|                | Флоранс Боннар-Тревизан Мишель Потле | Левый блок         | 3 908      | 35,40          | 4 687      | 39,95      |
|                | Кристель Лаир Венсан Руссо           | Национальный фронт | 4 306      | 39,01          | 4 369      | 37,24      |
|                | Оран Гобер Жюльен Див                | Правый блок        | 2 825      | 25,59          | 2 677      | 22,81      |

|  | Кандидат         | Партия                    | % голосов |
|  | ---------------- | ------------------------- | --------- |
|  | Мишель Потле     | Социалистическая партия   | 56,57     |
|  | Жан-Луи Ру       | Национальный фронт        | 24,22     |
|  | Эммануэль Каплен | Союз за народное движение | 19,21     |

|        | Кандидат         | Партия                  | % голосов |
| ------ | ---------------- | ----------------------- | --------- |
|        | Мишель Потле     | Социалистическая партия | 57,97     |
|        | Жан-Франсуа Пике | Национальный фронт      | 19,30     |
|        | Даниэль Варнье   | Зеленые                 | 8,27      |
|        | Ж-Мари Демид     | Коммунистическая партия | 7,66      |
| Прочие | Прочие           |                         | менее 5   |